# 許賢
許賢（英語：Hui Yin，1993年9月24日—），出生於香港，香港男YouTuber。與蘇致豪組成音樂組合MC $oHo & KidNey。

## 簡歷
許賢中學時就讀於屯門保良局百周年李兆忠紀念中學，與YouTuber蘇致豪為中學同學。大學畢業於香港理工大學，修讀會計及金融科系，因個人興趣投身短片創作。大學畢業後加入「CapTV擷電視」，製作了大量的短片、配音片，題材五花八門，極具個人風格。
在2018年，許賢離開「CapTV擷電視」，及後與蘇致豪、易健兒、LD發創立YouTube頻道金剛Crew。金剛Crew時期，製作了大量抽水、針砭時弊的短片。
2020年，受好友游學修邀請，一起與拍檔蘇致豪共同創立YouTube頻道試當真，頻道在網絡快速竄紅。
許賢同時有參與電視劇製作工作，與蘇致豪一起擔任ViuTV電視劇《無限斜棟有限公司》編劇，亦曾參與製作游學修執導的電視劇《仇老爺爺》。
2021年中，許賢聯同蘇致豪以組合MC $oHo & KidNey 身份加入樂壇，推出新歌和重新製作未曾出版的歌曲。
許賢本人亦有開設YouTube頻道，不定時進行寫稿直播、上載足球訓練之影片等。

## 主要作品

### 電影演出
| 年份   | 片名                                   | 角色 | 備註     |
| 2018年 | 某日某月                               | 鋒仔 |          |
| 2021年 | 狂舞派3                                | 記者 |          |
| 2021年 | 殺出個黃昏                             |      |          |
| 2022年 | 一日，在片場打雜的我，俾老細叫去做導演 | 吉恩 | 聲音演出 |
| 2022年 | 猛鬼3寶                                | 阿乜 |          |

### 電視劇演出
| 首播   | 劇名             | 角色       |
| ViuTV  |                  |            |
| 2019年 | 仇老爺爺         | 海鹽       |
| 2021年 | 無限斜棟有限公司 | 鮮假期員工 |
| 2022年 | 940920           | 未來人     |
| 2023年 | 和解在後         | 交通督導員 |

### 電視節目演出
| 首播   | 節目名   | 性質 |
| ViuTV  |          |      |
| 2023年 | 癮營人   | 主持 |
| 2024年 | 漁樂無窮 | 主持 |

### 製作
| 首播   | 劇名                      | 性質 |
| 電視劇 |                           |      |
| 2021年 | ViuTV《無限斜棟有限公司》 | 編劇 |

## 音樂作品
註：組合MC $oHo & KidNey名義的派台歌，請參閱組合條目相應章節。

## 外部連結
- 許賢的Facebook專頁
- 許賢的Instagram帳戶
- YouTube上的Hui Yin許賢頻道
- 許賢在香港影庫上的簡介